# Grunnebo
Grunnebo is een plaats in de gemeente Vänersborg in het landschap Västergötland en de provincie Västra Götalands län in Zweden. De plaats heeft 97 inwoners (2005) en een oppervlakte van 21 hectare.